# Vivo x miracolo
Vivo x miracolo è stato un programma trasmesso su LA7 e condotto da Ugo Francica Nava. Sulla scia di Ultimo minuto su Rai 3, parlava di storie di persone che sono riuscite a sopravvivere a delle situazioni estreme: il disastro viene riprodotto da filmati, con attori, poi in studio intervengono degli psicologi che spiegano le dinamiche che si attivano nel nostro corpo e nella nostra mente. Infine, viene spiegata la maniera corretta per affrontare l'emergenza.

## Versioni
A differenza che nella versione anglosassone I'm Alive, il formato italiano prevede numerosi stacchi e break di filmati creati ad hoc in Italia dove si approfondiscono per circa un minuto alcune tematiche pratiche per affrontare meglio la situazione mortale; nella versione anglosassone il programma prevede solo un filmato ininterrotto senza soluzione di continuità, dove ci sono brevissimi interventi di pochi secondi delle persone davvero coinvolte e sopravvissute che commentano o raccontano una sensazione.